# Lijst van voetbalinterlands Duitsland - Oostenrijk
Deze lijst van voetbalinterlands is een overzicht van alle officiële voetbalwedstrijden tussen de nationale teams van (West-)Duitsland en Oostenrijk. De buurlanden speelden tot op heden 41 keer tegen elkaar. De eerste ontmoeting, een vriendschappelijke wedstrijd, werd gespeeld in Wenen op 7 juni 1908. Het laatste duel, eveneens een vriendschappelijke wedstrijd, vond plaats op 21 november 2023 in de Oostenrijkse hoofdstad.

## Wedstrijden
| №  | Plaats        | Datum             | Competitie           | Wedstrijd                   | Uitslag |
| -- | ------------- | ----------------- | -------------------- | --------------------------- | ------- |
| 1  | Wenen         | 7 juni 1908       | Vriendschappelijk    | Oostenrijk – Duitsland      | 3 – 2   |
| 2  | Dresden       | 10 september 1911 | Vriendschappelijk    | Duitsland – Oostenrijk      | 1 – 2   |
| 3  | Stockholm     | 29 juni 1912      | OS 1912              | Oostenrijk – Duitsland      | 5 – 1   |
| 4  | Wenen         | 26 september 1920 | Vriendschappelijk    | Oostenrijk – Duitsland      | 3 – 2   |
| 5  | Dresden       | 5 mei 1921        | Vriendschappelijk    | Duitsland – Oostenrijk      | 3 – 3   |
| 6  | Wenen         | 23 april 1922     | Vriendschappelijk    | Oostenrijk – Duitsland      | 0 – 2   |
| 7  | Neurenberg    | 13 januari 1924   | Vriendschappelijk    | Duitsland – Oostenrijk      | 4 – 3   |
| 8  | Berlijn       | 24 mei 1931       | Vriendschappelijk    | Duitsland – Oostenrijk      | 0 – 6   |
| 9  | Wenen         | 13 september 1931 | Vriendschappelijk    | Oostenrijk – Duitsland      | 5 – 0   |
| 10 | Napels        | 7 juni 1934       | WK 1934              | Duitsland – Oostenrijk      | 3 – 2   |
| 11 | Wenen         | 23 september 1951 | Vriendschappelijk    | Oostenrijk – West-Duitsland | 0 – 2   |
| 12 | Keulen        | 22 maart 1953     | Vriendschappelijk    | West-Duitsland – Oostenrijk | 0 – 0   |
| 13 | Bazel         | 30 juni 1954      | WK 1954              | West-Duitsland – Oostenrijk | 6 – 1   |
| 14 | Wenen         | 10 maart 1957     | Vriendschappelijk    | Oostenrijk – West-Duitsland | 2 – 3   |
| 15 | West-Berlijn  | 19 november 1958  | Vriendschappelijk    | West-Duitsland – Oostenrijk | 2 – 2   |
| 16 | Stuttgart     | 9 oktober 1965    | Vriendschappelijk    | West-Duitsland – Oostenrijk | 4 – 1   |
| 17 | Wenen         | 13 oktober 1968   | WK 1970 kwalificatie | Oostenrijk – West-Duitsland | 0 – 2   |
| 18 | Neurenberg    | 10 mei 1969       | WK 1970 kwalificatie | West-Duitsland − Oostenrijk | 1 − 0   |
| 19 | Wenen         | 21 september 1969 | Vriendschappelijk    | Oostenrijk – West-Duitsland | 1 – 1   |
| 20 | Hannover      | 10 oktober 1973   | Vriendschappelijk    | West-Duitsland – Oostenrijk | 4 − 0   |
| 21 | Wenen         | 3 september 1975  | Vriendschappelijk    | Oostenrijk − West-Duitsland | 0 − 2   |
| 22 | Córdoba       | 21 juni 1978      | WK 1978              | Oostenrijk – West-Duitsland | 3 – 2   |
| 23 | München       | 2 april 1980      | Vriendschappelijk    | West-Duitsland – Oostenrijk | 1 – 0   |
| 24 | Hamburg       | 29 april 1981     | WK 1982 kwalificatie | West-Duitsland – Oostenrijk | 2 – 0   |
| 25 | Wenen         | 14 oktober 1981   | WK 1982 kwalificatie | Oostenrijk – West-Duitsland | 1 – 3   |
| 26 | Gijón         | 25 juni 1982      | WK 1982              | West-Duitsland – Oostenrijk | 1 – 0   |
| 27 | Wenen         | 27 april 1983     | EK 1984 kwalificatie | Oostenrijk – West-Duitsland | 0 – 0   |
| 28 | Gelsenkirchen | 5 oktober 1983    | EK 1984 kwalificatie | West-Duitsland – Oostenrijk | 3 – 0   |
| 29 | Wenen         | 29 oktober 1986   | Vriendschappelijk    | Oostenrijk – West-Duitsland | 4 – 1   |
| 30 | Neurenberg    | 18 november 1992  | Vriendschappelijk    | Duitsland – Oostenrijk      | 0 – 0   |
| 31 | Wenen         | 2 juni 1994       | Vriendschappelijk    | Oostenrijk – Duitsland      | 1 – 5   |
| 32 | Leverkusen    | 18 mei 2002       | Vriendschappelijk    | Duitsland – Oostenrijk      | 6 – 2   |
| 33 | Wenen         | 18 augustus 2004  | Vriendschappelijk    | Oostenrijk – Duitsland      | 1 – 3   |
| 34 | Wenen         | 6 februari 2008   | Vriendschappelijk    | Oostenrijk – Duitsland      | 0 – 3   |
| 35 | Wenen         | 16 juni 2008      | EK 2008              | Oostenrijk – Duitsland      | 0 – 1   |
| 36 | Wenen         | 3 juni 2011       | EK 2012 kwalificatie | Oostenrijk – Duitsland      | 1 – 2   |
| 37 | Gelsenkirchen | 2 september 2011  | EK 2012 kwalificatie | Duitsland − Oostenrijk      | 6 − 2   |
| 38 | Wenen         | 11 september 2012 | WK 2014 kwalificatie | Oostenrijk – Duitsland      | 1 – 2   |
| 39 | München       | 6 september 2013  | WK 2014 kwalificatie | Duitsland – Oostenrijk      | 3 − 0   |
| 40 | Klagenfurt    | 2 juni 2018       | Vriendschappelijk    | Oostenrijk − Duitsland      | 2 − 1   |
| 41 | Wenen         | 21 november 2023  | Vriendschappelijk    | Oostenrijk − Duitsland      | 2 − 0   |

## Samenvatting
| Competitie        | Totaal gespeeld | Winst Duitsland | Gelijk | Winst Oostenrijk | Doelsaldo Duitsland – Oostenrijk |
| ----------------- | --------------- | --------------- | ------ | ---------------- | -------------------------------- |
| WK-eindronde      | 4               | 3               | 0      | 1                | 12 − 6                           |
| WK-kwalificatie   | 6               | 6               | 0      | 0                | 13 − 2                           |
| EK-eindronde      | 1               | 1               | 0      | 0                | 1 − 0                            |
| EK-kwalificatie   | 4               | 3               | 1      | 0                | 11 − 3                           |
| Olympische Spelen | 1               | 0               | 0      | 1                | 1 − 5                            |
| Vriendschappelijk | 25              | 12              | 5      | 8                | 52 − 43                          |
| Totaal            | 41              | 25              | 6      | 10               | 90 − 59                          |

Wedstrijden bepaald door strafschoppen worden, in lijn met de FIFA, als een gelijkspel gerekend.

## Details

### 26ste ontmoeting
| WK 1982 (Gijón, Spanje, 25 juni 1982): |              | |
| West-Duitsland | 1 – 0        | Oostenrijk |
| Horst Hrubesch 10' | goals        | |
| Jupp Derwall | bondscoach   | Felix Latzke en Georg Schmidt |
| Toni Schumacher Manfred Kaltz Karlheinz Förster Uli Stielike Hans-Peter Briegel Wolfgang Dremmler Paul Breitner Felix Magath Pierre Littbarski Horst Hrubesch 69' Karl-Heinz Rummenigge 66' | opstellingen | Friedrich Koncilia Bernhard Krauss Erich Obermayer Bruno Pezzey Josef Degeorgi Roland Hattenberger Reinhold Hintermaier Herbert Prohaska Heribert Weber Hans Krankl Walter Schachner |
| Lothar Matthäus 66' Klaus Fischer 69' | wissels      | |
| | gele kaarten | 32' Reinhold Hintermaier 32' Walter Schachner |

### 40ste ontmoeting
| Vriendschappelijk (Klagenfurt, Oostenrijk, 2 juni 2018): |            |                |
| Oostenrijk                                               | 2 – 1      | Duitsland      |
| Martin Hinteregger 53' Alessandro Schöpf 69'             | goals      | 11' Mesut Özil |
| Franco Foda                                              | bondscoach | Joachim Löw    |
| - Debuut van Nils Petersen (SC Freiburg) voor Duitsland. |            |                |